# Montañas Retezat

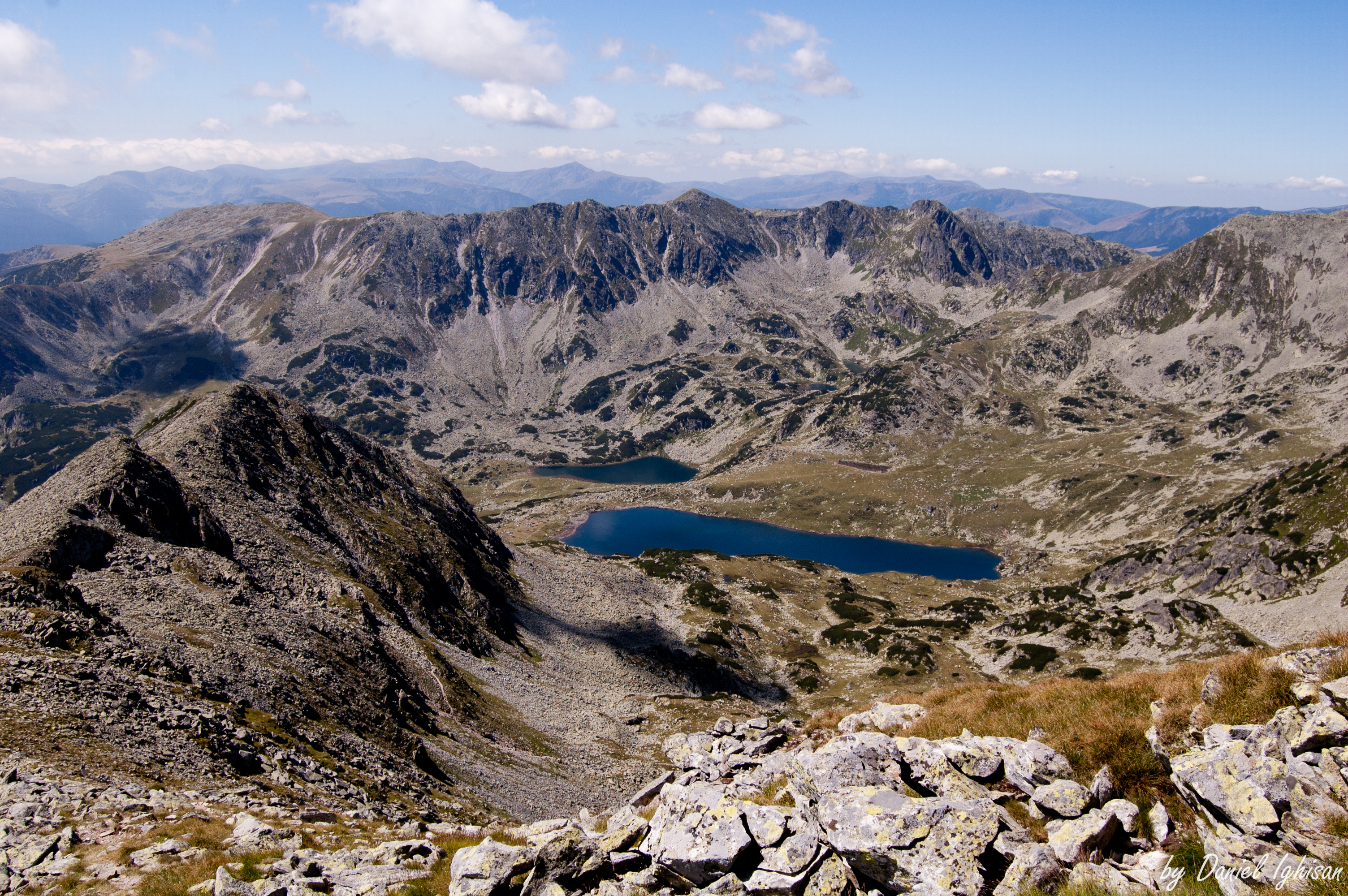
Vista del lago Bucura desde el Pico Peleaga

Las montañas Retezat (rumano: Munții Retezat, húngaro: Retyezát-hegység) son uno de los macizos más altos de Rumania, formando parte de los Cárpatos Meridionales. El pico más alto es Peleaga (Vârful Peleaga), a una altitud de 2.509 metros. Otros picos importantes son Păpușa (Vârful Păpușa, "el Pico de la Muñeca") y el Pico Retezat (Vârful Retezat). El nombre significa "cortado" en rumano.

## Geografía
Las montañas de Retezat tienen muchos lagos glaciares, incluido el mayor lago glaciar de Rumania, el lago Bucura (Lacul Bucura), que tiene una superficie de 8,9 hectáreas y está situado a una altitud de 2.030 metros. En la zona también se encuentra el parque nacional Retezat, el primer parque nacional de Rumania.

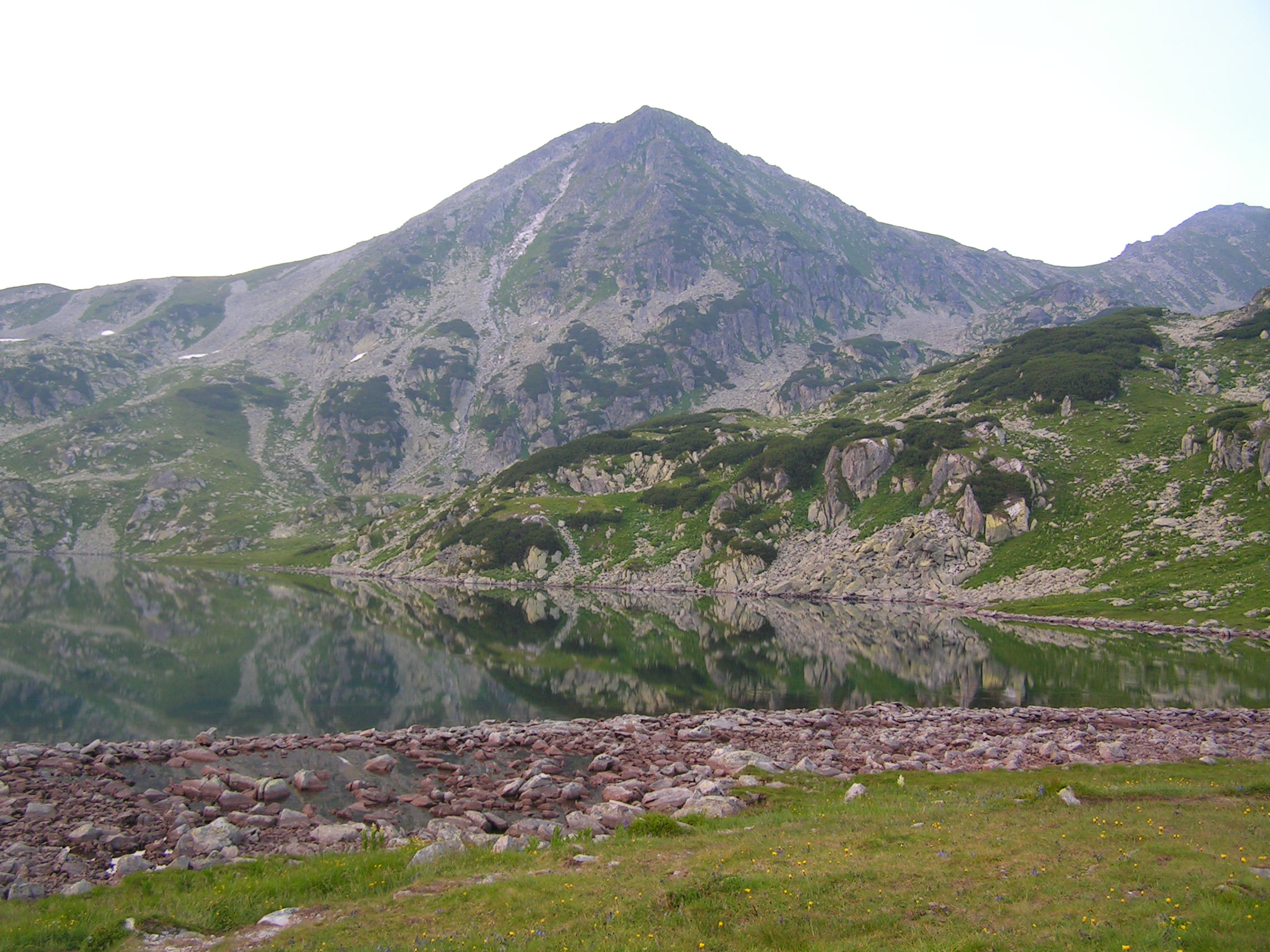
El lago Bucura, el lago glacial más grande de Rumanía

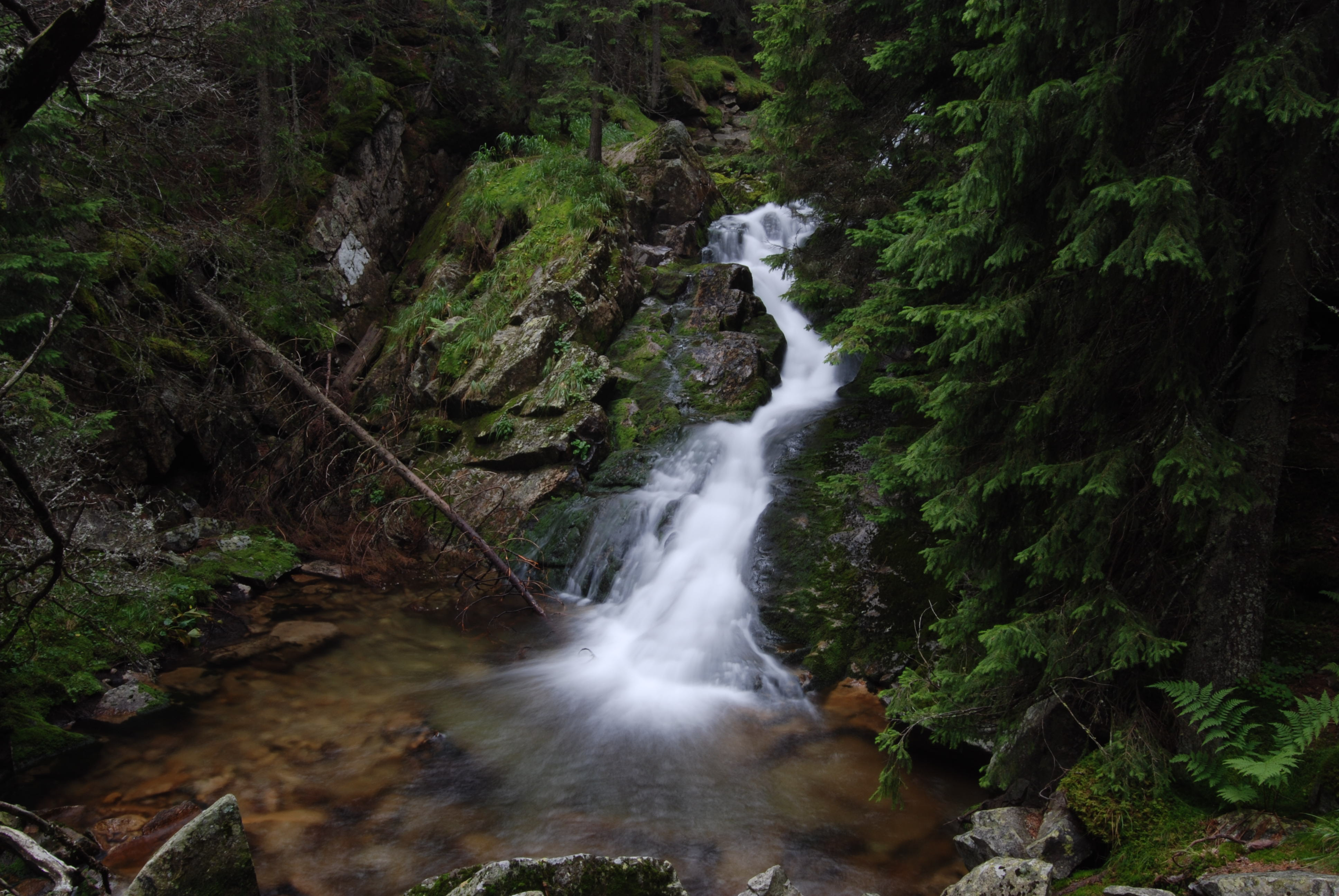
Una cascada en el arroyo Stânisoara

## Sistemas de río y lagos
Las condiciones tectónicas, litológicas y morfológicas presentes en las montañas de Retezat, correlacionadas con la orientación de las crestas hacia las principales masas de aire hacen de este grupo de montañas la zona más húmeda de los Cárpatos rumanos. La red hidrológica se divide en dos direcciones principales: al norte, hacia el río Strei (la cuenca de drenaje del Mureș) donde fluyen todos los ríos de las zonas occidental, septentrional y nororiental del macizo, y al sur, hacia el río Jiul de Vest (la cuenca de drenaje del Jiu). El curso fluvial más importante es el Râul Mare, con un caudal medio anual de 12,9 m3/s. Hay cascadas en todos los cursos de agua del parque.
Una de las características específicas de las montañas Retezat es la amplia presencia de lagos glaciares. Aproximadamente el 38% de los lagos glaciares de Rumania se encuentran aquí, en el fondo de las calderas, agrupados en grupos de lagos o aislados, y son una de las mayores atracciones turísticas del parque. Dentro de los límites del macizo, hay 58 lagos glaciares permanentes, entre 1700 m y 2300 m. Algunas fuentes mencionan más de 80 lagos, pero lo más probable es que aquí también se incluyan los temporales.
La superficie de los lagos varía entre 300 m2 (Stânișoara I) y 88612 m2 (Bucura), el mayor lago glaciar de Rumania. La profundidad de los lagos varía entre 0,3 m (Stânișoara I) y 29 m (Zănoaga), mientras que el volumen está entre 90,3 m3 (Galeșul II) y 693.152 m3 (Zănoaga).

## Flora
De las aproximadamente 3500 especies de plantas que se encuentran en Rumania, más de un tercio (alrededor de 1200) se pueden encontrar aquí. Esta es la razón principal por la que esta zona fue declarada parque nacional. Hay más de 90 especies de plantas que son endémicas de esta zona, la primera fue descubierta en 1858: la Flămânzica (Draba dorneri).
Las praderas alpinas son particularmente importantes, ya que aquí se encuentran la mayoría de las especies alpinas, como los miembros de los géneros Gentiana, Potentilla y Pulsatilla. El edelweiss también se puede encontrar aquí. En los límites entre la zona rocosa y los campos alpinos, se pueden encontrar especies de rododendro (Rhododendron kotschii). El pino de montaña, una especie protegida en Rumania, puede encontrarse en todas las laderas escarpadas de los montes Retezat, mientras que el pino suizo (Pinus cembra) tiene una distribución más amplia que en cualquier otro macizo rumano.
Otras especies que se pueden encontrar aquí son: la ambrosía (Hieracium borzae y Hieracium nigrilacus), miembros del género Centaurea (Centaurea pseudophrygia ratezatensis, una especie endémica), la oreja de gato (Hypochaeris maculata), una especie endémica de algarrobo (Oxytropis jacquinii retezatensis) y la Gentiana lutea (ro. Ghinţura galbenă). En las zonas calcáreas del Pequeño Retezat se pueden encontrar muchas especies raras o endémicas, como Barbarea lepuznica (una especie del género de los berros de invierno) o Pedicularis baumgarteni, una especie del género Pedicularis.
La mayor amenaza para la flora del parque (especialmente la que se encuentra en los campos alpinos), es el pastoreo excesivo, ya que hay numerosos rebaños de ovejas. Las especies específicas de esta zona son reemplazadas por otras menos frágiles.

## Fauna

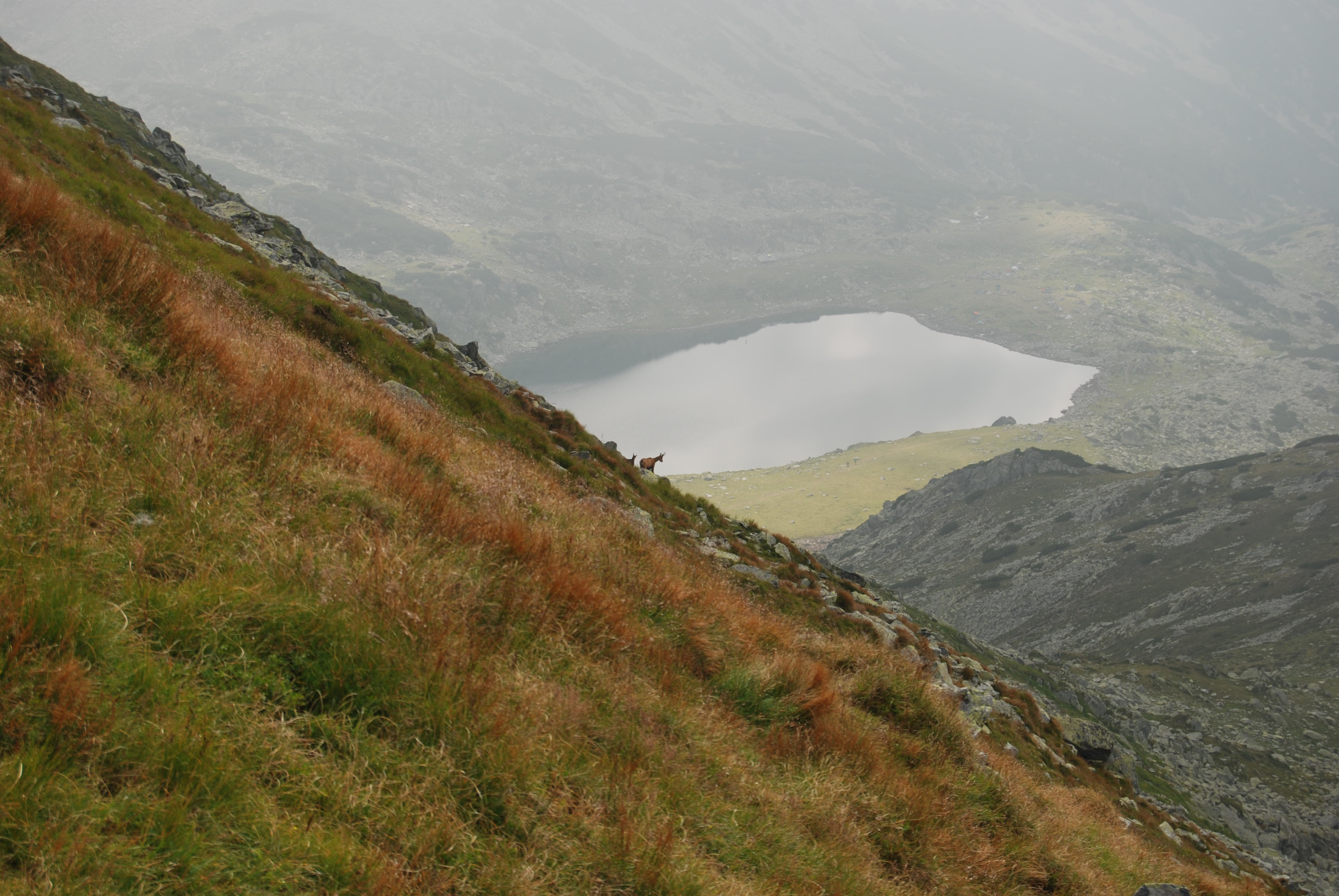
Un pequeño grupo de gamuzas con el lago Bucura al fondo.

Más de 185 especies de aves, más de la mitad de las especies que se pueden encontrar en Rumania, visitan el parque. De estas, más de 122 especies anidan aquí. Aquí residen aves raras, como el águila real (también representada en el logotipo del parque), el águila moteada, el águila culebrera, el halcón peregrino, el urogallo occidental, el búho real, el búho pigmeo y la cigüeña negra.
Hay 55 especies de mamíferos en el área de distribución del parque. Aquí existen condiciones favorables para que sobrevivan algunos de los mayores depredadores de Europa: el lobo gris, el oso pardo y el lince euroasiático; algunos grandes herbívoros como el rebeco, el ciervo rojo y el corzo, mientras que también se pueden encontrar pequeños carnívoros como el gato montés y la nutria europea.
En 1973, 20 marmotas alpinas, traídas de los Alpes austríacos, fueron introducidas en el parque y liberadas en la caldera del lago del glaciar Gemenele. Hoy en día se encuentran por todo el parque, pero aún se desconoce el impacto que esta especie no autóctona tuvo en otras plantas o animales. Además, después de 1960, la trucha marrón fue introducida en algunos de los lagos del parque. Actualmente se están realizando estudios para comprobar si son responsables de la disminución de la población de anfibios en estos lagos, observada durante los últimos años.
Una subespecie del tritón liso (L. vulgaris ampelensis), endémico de las montañas de los Cárpatos, vive aquí, mientras que la rana común europea se puede encontrar en todo el parque. Aunque se informó de muy pocas mordeduras de víboras comunes europeas, los turistas y los habitantes de las aldeas a menudo las matan al verlas. Aquí se encuentran varias especies de invertebrados endémicos: nueve especies endémicas de mariposas, al menos seis especies pertenecientes al orden Plecoptera, y cuatro pertenecientes al orden Trichoptera.

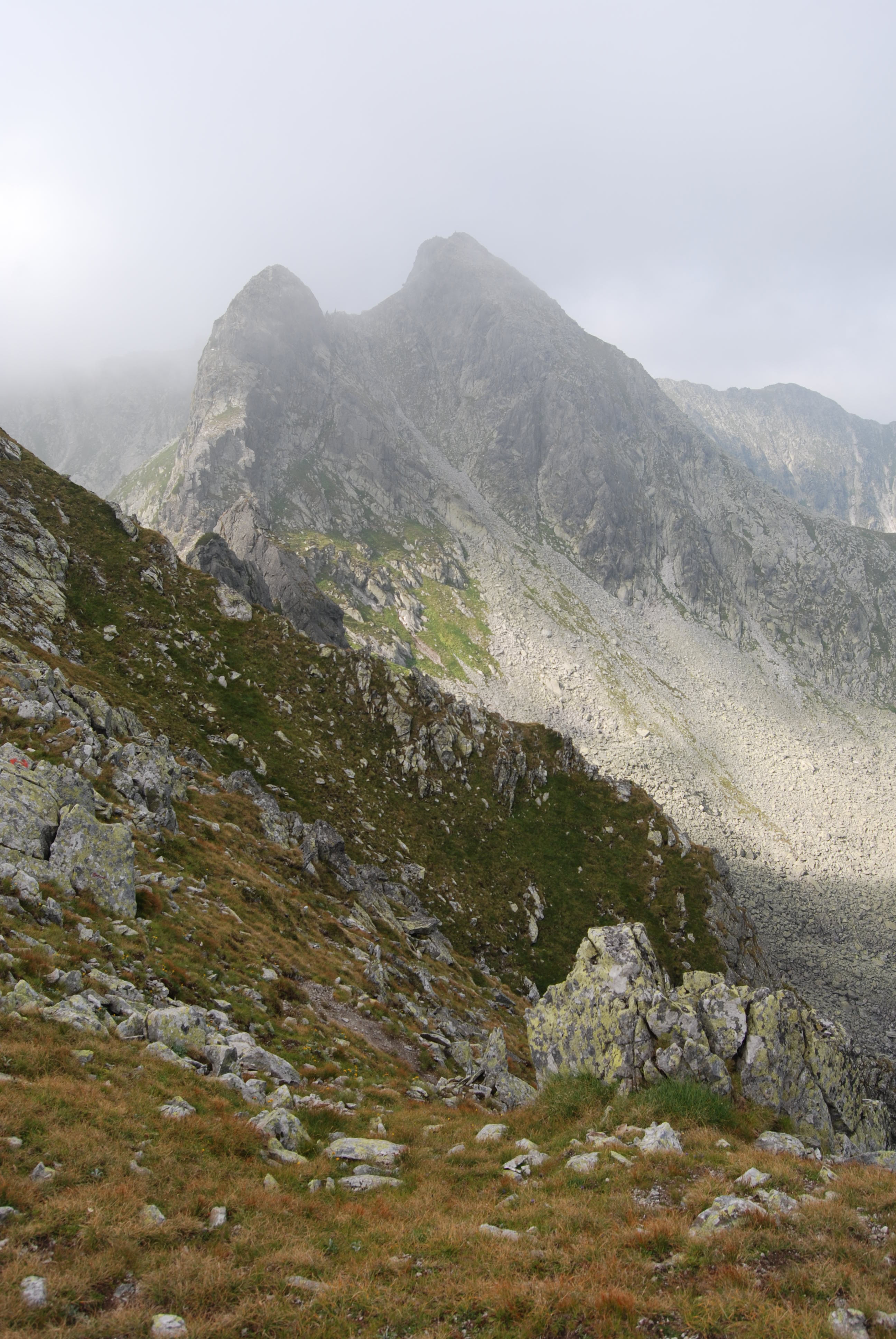
El pico Judele visto desde el pico Retezat

## Acceso

### Región de Retezat del Sur
Los accesos meridionales al Retezat van desde la ciudad de Vulcan del Valle de Jiu, en el extremo oriental del valle, hasta Câmpușel, en el extremo occidental del valle. Aunque hay varios puntos de entrada a las montañas Retezat desde las ciudades de Vulcano, Lupeni, Uricani, Câmpul lui Neag, y puntos intermedios, el acceso directo al parque nacional comienza en la zona de Cheile Buții (aproximadamente 35 km al oeste de Petroșani) y se extiende hacia el oeste hasta Câmpușel.

### Región de Retezat del Norte
Se puede acceder a las Montañas Retezat y al parque nacional Retezat desde el norte a través de la Ruta 66 de Rumania (DN-66) y/o por medio del tren, que recorre la Ruta 66, desde Petroșani al sureste o desde Simeria al norte. Desde la Ruta 66, hay varias puertas de entrada a las montañas de Retezat. Casi todos los pueblos a lo largo de la autopista, desde Ohaba de sub Piatră, justo a las afueras de Hațeg, hasta Merișor, justo a las afueras de Petroșani, tienen caminos de acceso que van hacia el sur a las Montañas Retezat..

## Cumbres más altas
Los picos del macizo de Retezat con una elevación de más de 2300m son:
| - Peleaga 2509 m - Păpușa 2508 m - Retezat 2482 m - Mare 2463 m - Custura 2457 m - Bucura 2433 m - Sântămaria 2400 m - Judele 2398 m - Bucura II 2372 m - Țapu 2372 m | - Custura Bucurei 2370 m - Păpușa Mică 2370 m - Bârlea 2348 m - Slăveiu 2347 m - Obârșia Nucșoarei 2346 m - Morii 2340 m - Ciumfu Mare 2335 m - Șesele Mari 2324 m - Valea Rea 2311 m |

## Galería de imágenes

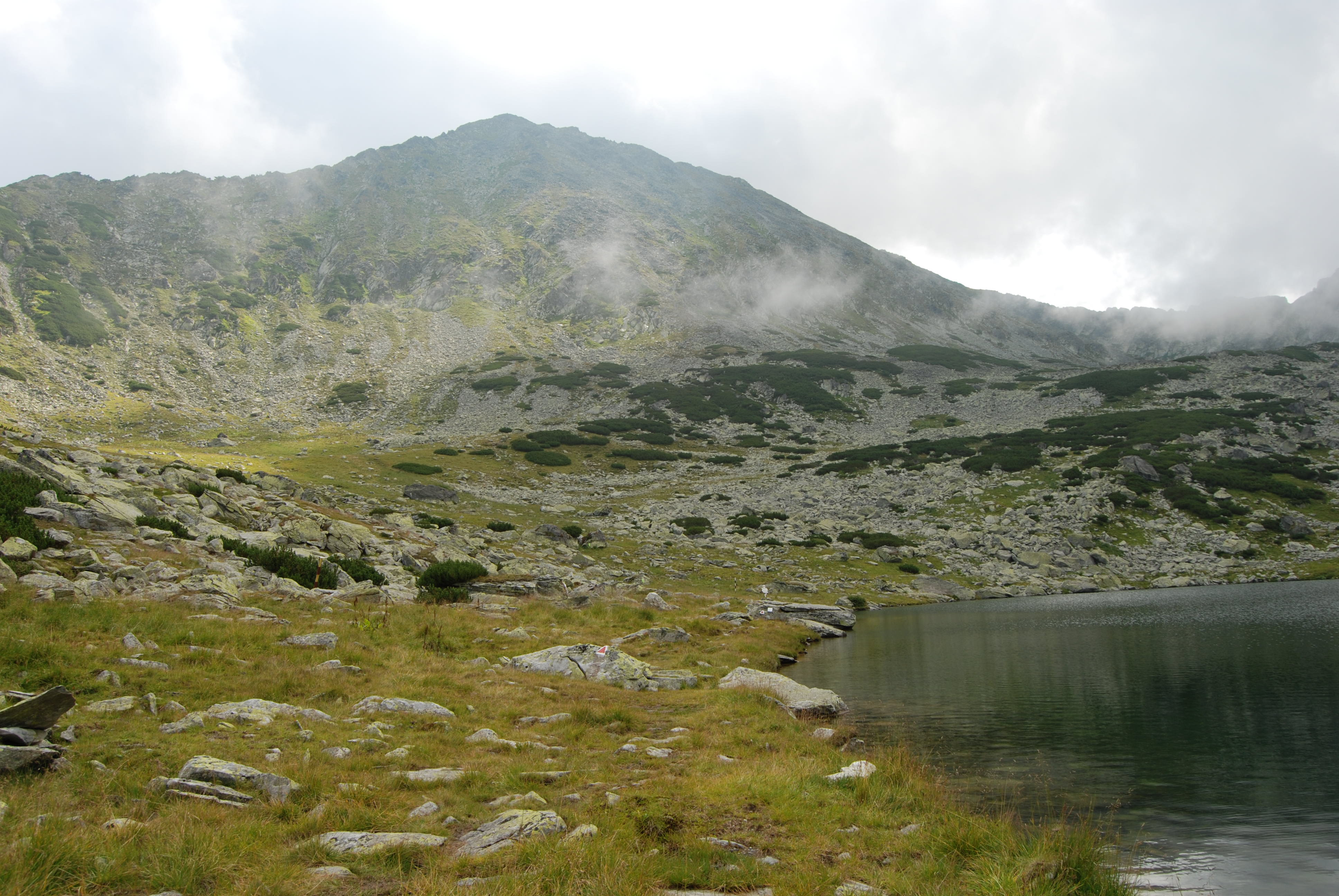
El Gran Pico visto desde el lago Galeșu.
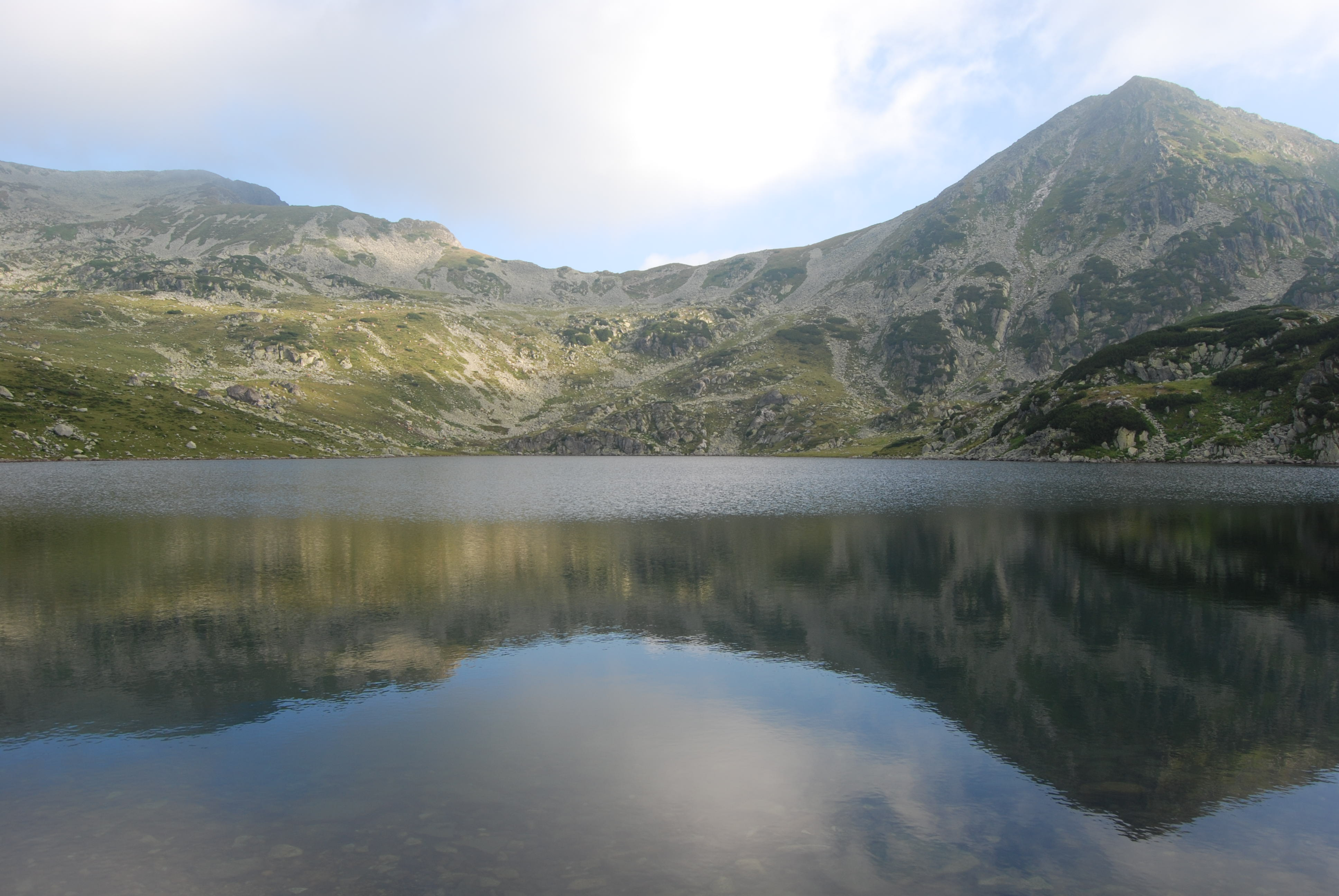
El lago Bucura visto desde el camping
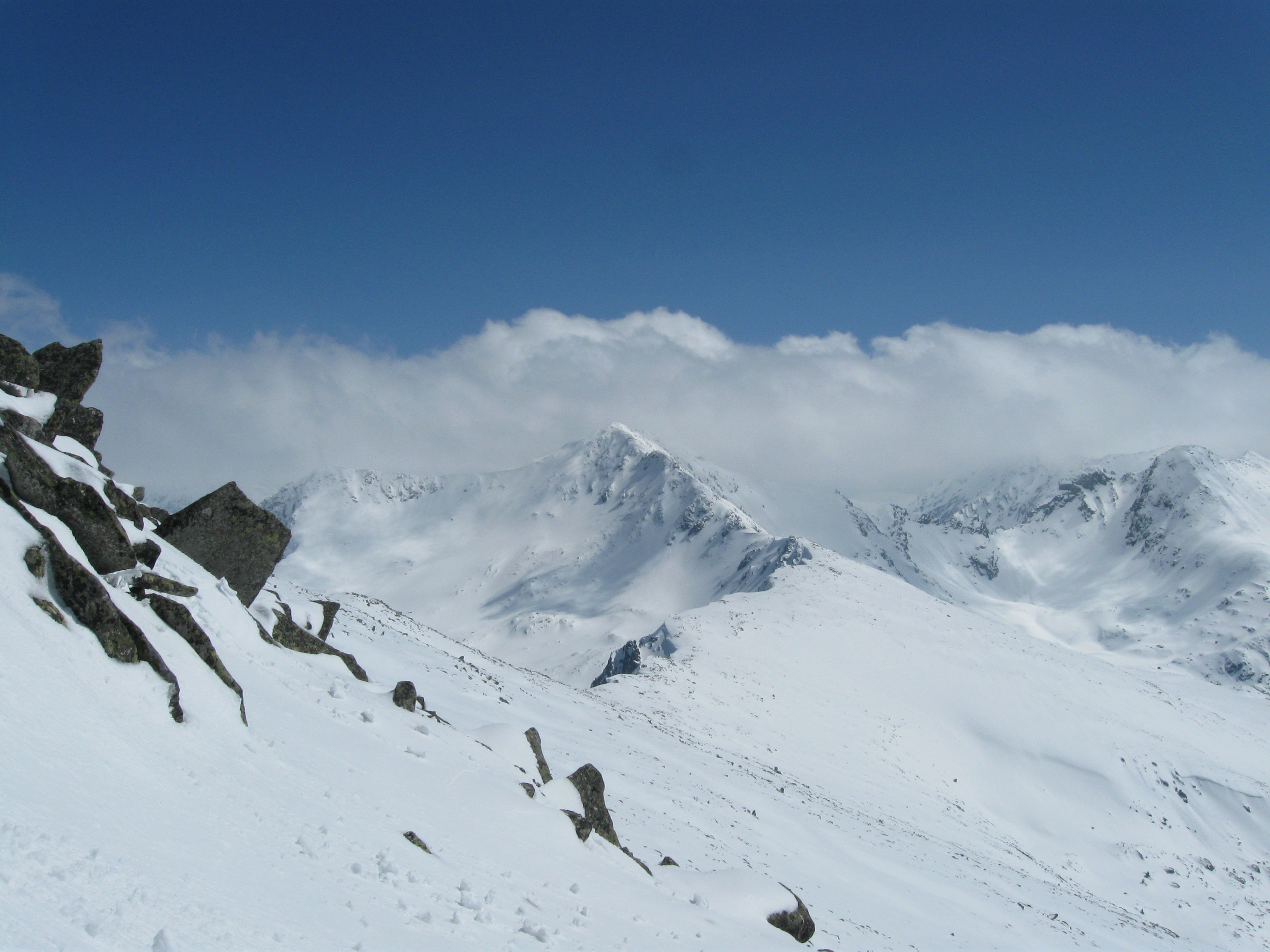
El pico Bucura como se ve durante la primavera desde el pico Retezat.
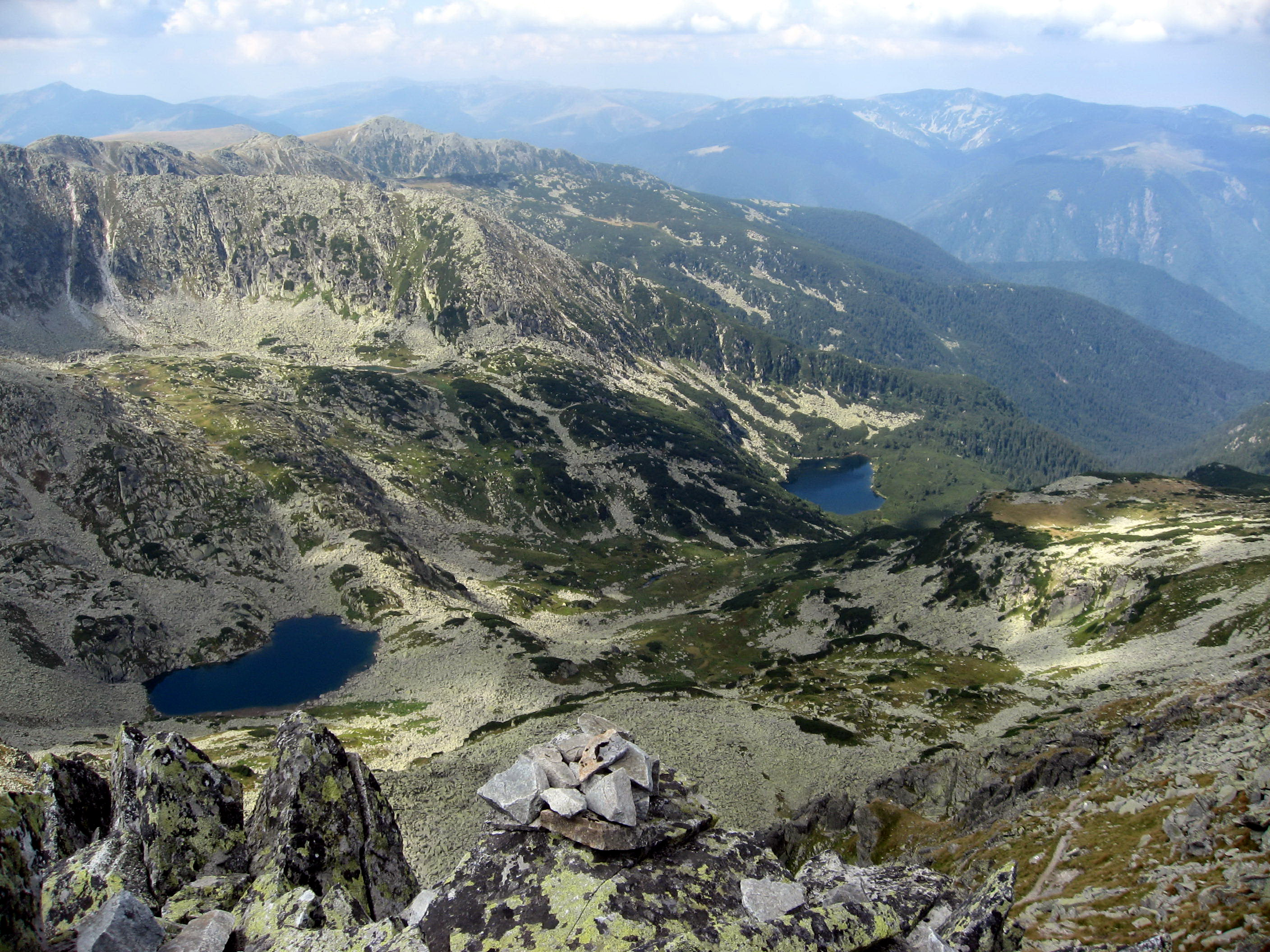
Lagos glaciares  en las montañas Retezat
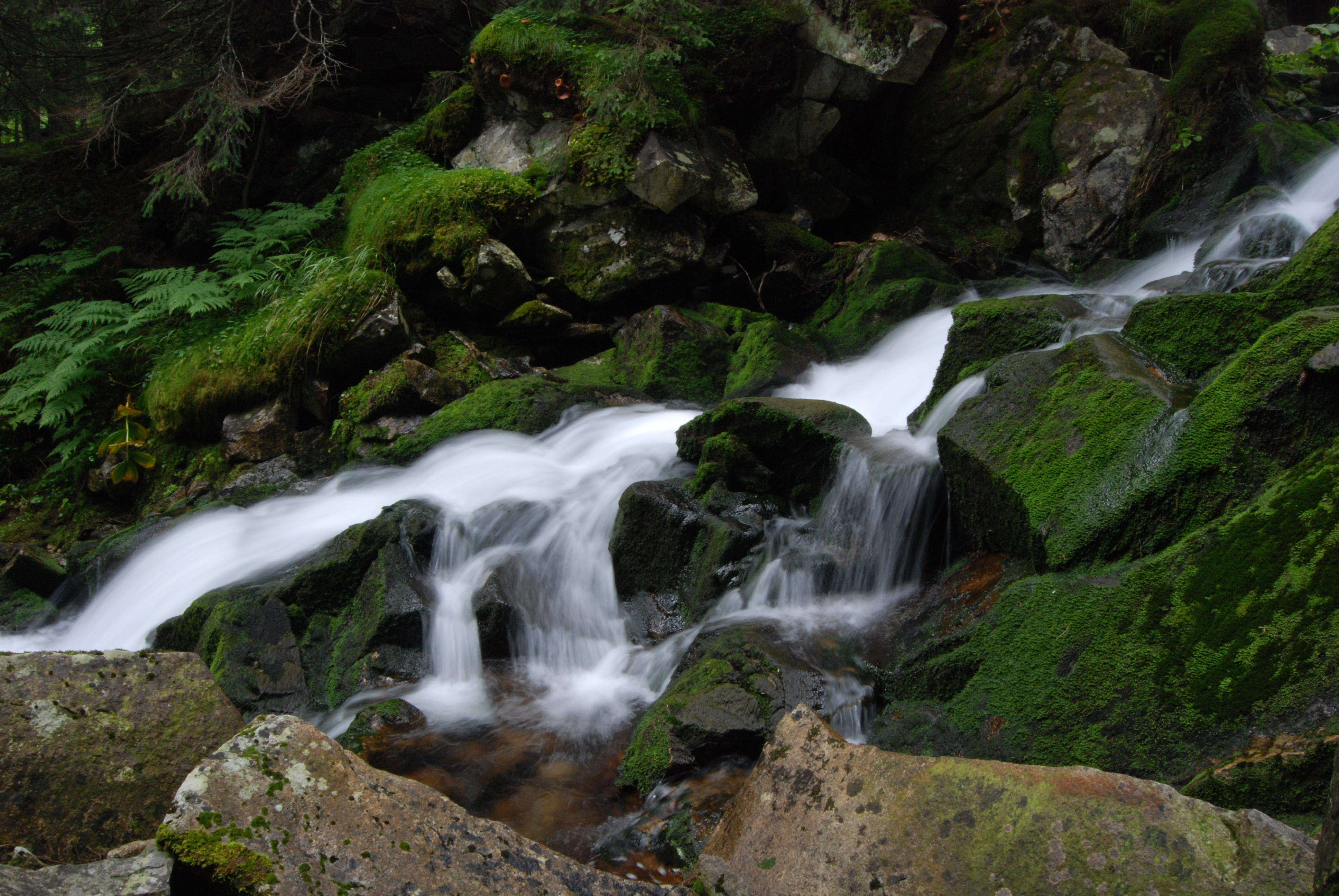
Una pequeña cascada en el arroyo Stânișoara.
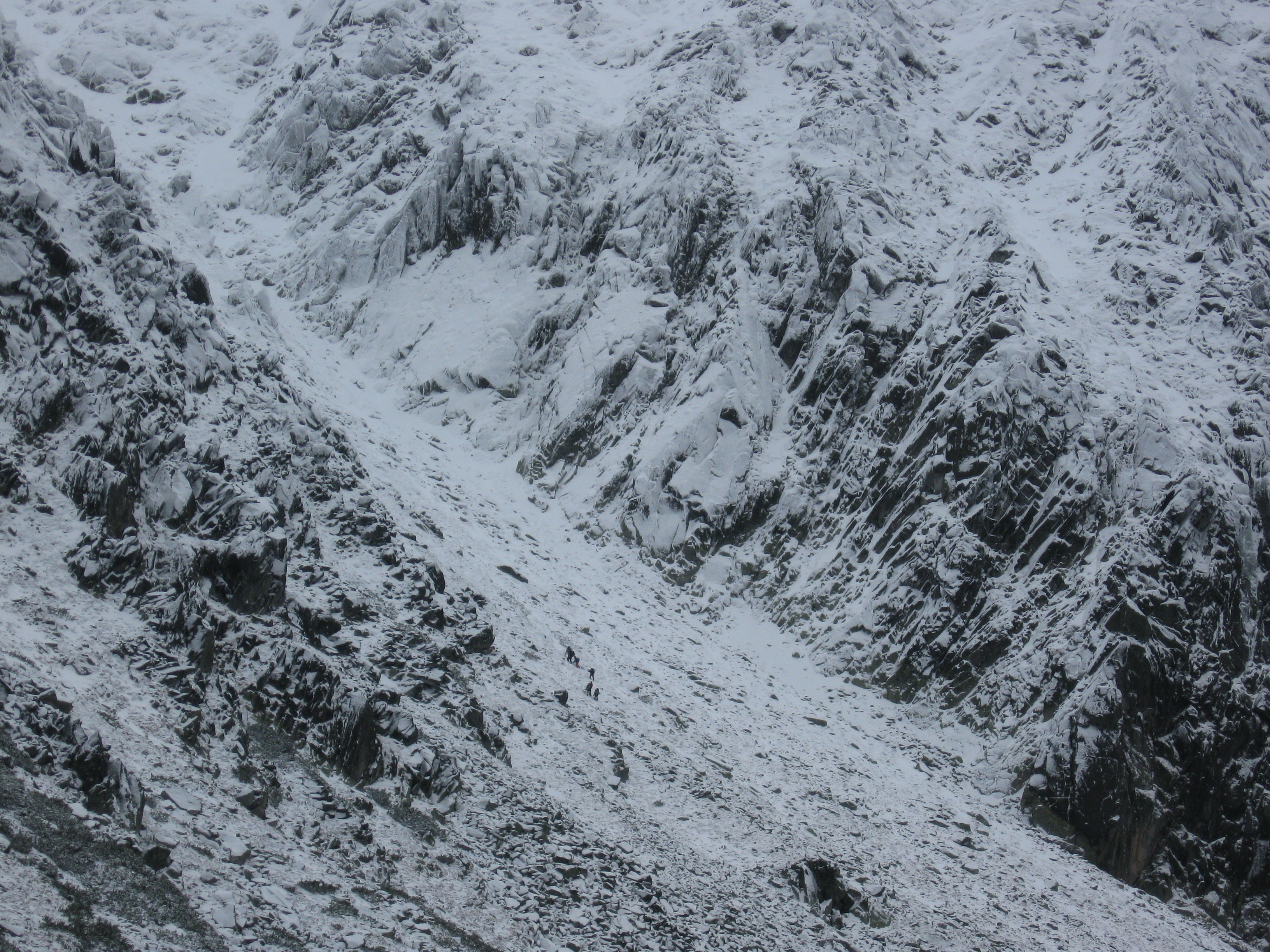
Senderistas subiendo por la cara norte del pico Retezat.
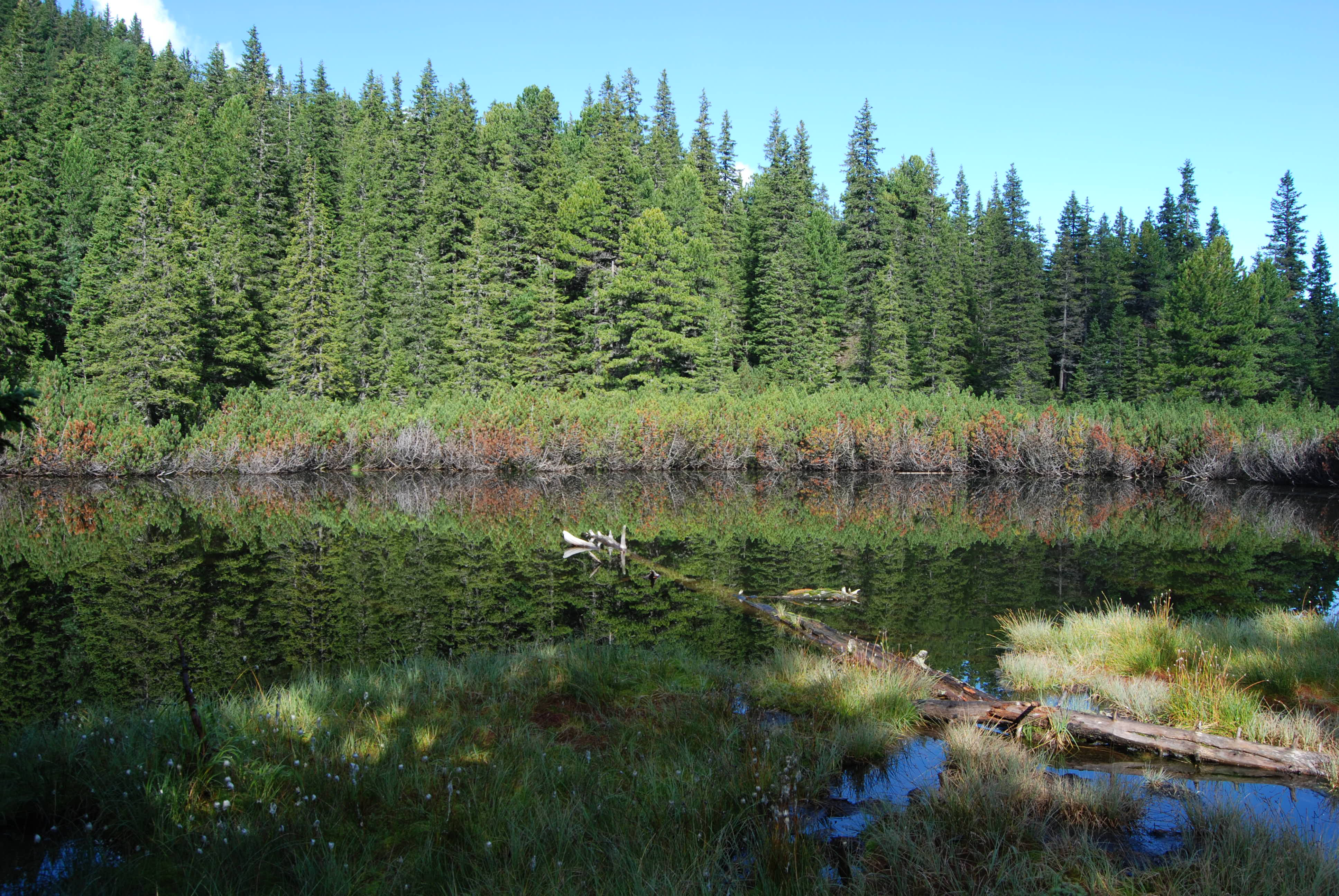
El estanque entre abetos (Tăul dintre brazi), un pequeño lago no glacial dentro del parque nacional.
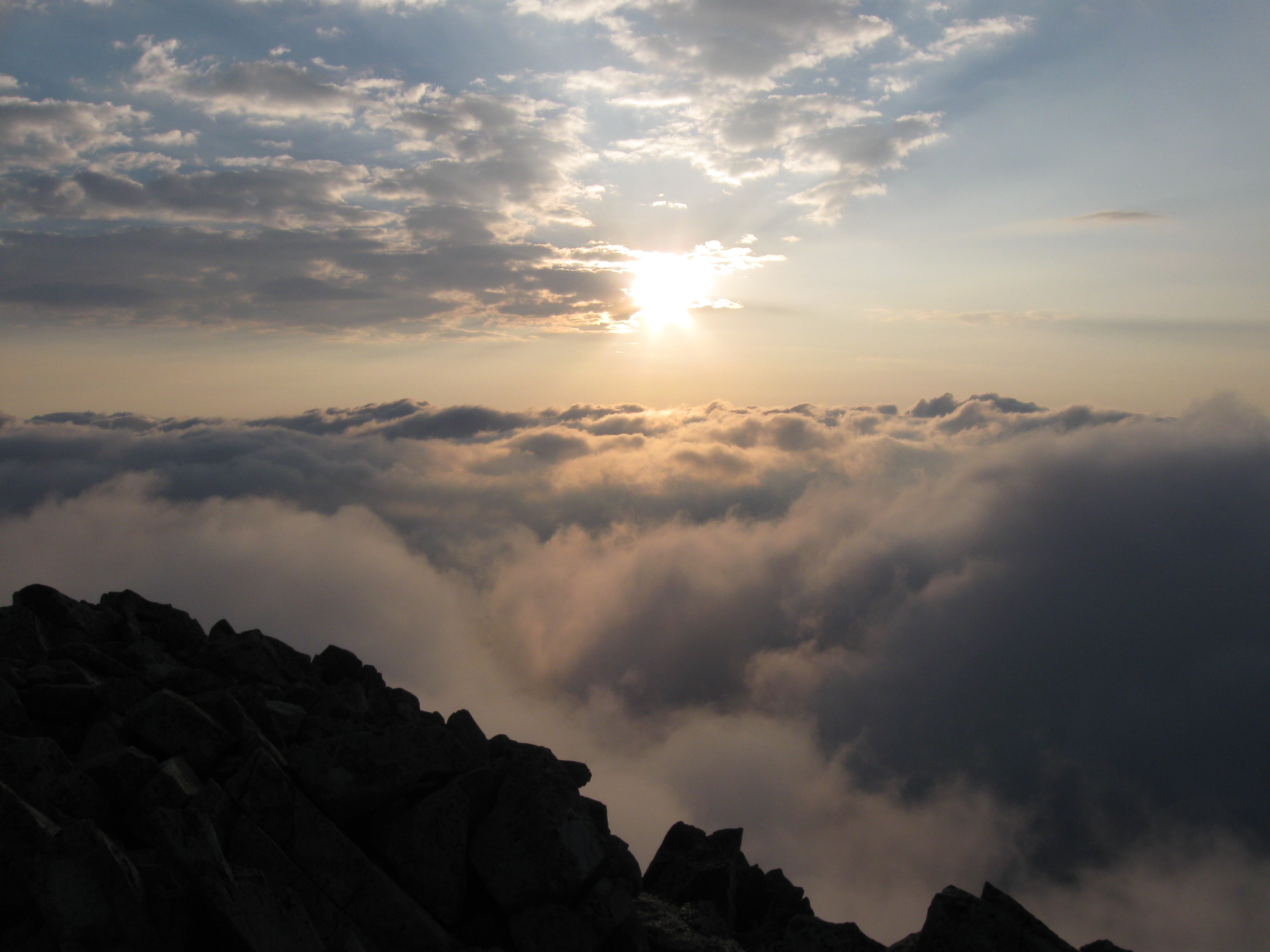
Vista del atardecer desde el pico Retezat.